# Jasenovica (Poreč)
Pour les articles homonymes, voir Jasenovica.
Jasenovica (en italien : Giasenovizza) est une localité de Croatie située en Istrie, dans la municipalité de Poreč, dans le comitat d'Istrie. En 2001, la localité comptait 58 habitants.

## Démographie
| 1948 | 1953 | 1961 | 1971 | 1981 | 1991 | 2001 |
| ---- | ---- | ---- | ---- | ---- | ---- | ---- |
| 111  | 76   | 72   | 49   | 53   | 56   | 58   |